# Ла-Сельв (Аверон)
Ла-Сельв (фр. La Selve, окс. La Selva) — коммуна во Франции, находится в регионе Окситания. Департамент — Аверон. Входит в состав кантона Рекиста. Округ коммуны — Родез.
Код INSEE коммуны — 12267.
Коммуна расположена приблизительно в 530 км к югу от Парижа, в 105 км северо-восточнее Тулузы, в 27 км к югу от Родеза.

## Население
Население коммуны на 2008 год составляло 665 человек.
| 1896 | 1962 | 1968 | 1975 | 1982 | 1990 | 1999 | 2008 |
| ---- | ---- | ---- | ---- | ---- | ---- | ---- | ---- |
| 1720 | 1032 | 1148 | 952  | 867  | 787  | 713  | 665  |

## Экономика
В 2007 году среди 388 человек в трудоспособном возрасте (15—64 лет) 279 были экономически активными, 109 — неактивными (показатель активности — 71,9 %, в 1999 году было 70,7 %). Из 279 активных работали 268 человек (157 мужчин и 111 женщин), безработных было 11 (4 мужчины и 7 женщин). Среди 109 неактивных 32 человека были учениками или студентами, 57 — пенсионерами, 20 были неактивными по другим причинам.